# 安德烈亚·马拉齐
安德烈亚·马拉齐（義大利語：Andrea Marrazzi，1887年10月2日—1972年10月18日），生于里窝那，意大利前男子击剑运动员。他曾获得1920年夏季奥运会男子重剑团体金牌。1944年至1946年间，他曾在意大利击剑联合会任职。